# 血とバラ
『血とバラ』（原題: Et mourir de plaisir）は、1960年に製作されたフランス・イタリア合作映画。
ジョゼフ・シェリダン・レ・ファニュの小説『カーミラ』を下敷きにしている。また、本作の撮影はティヴォリのヴィッラ・アドリアーナにて行われた 。

## ストーリー
1765年、農民たちは吸血鬼とうわさされるイタリアの名門貴族・カーンスタイン家に対して反乱を起こし、一族の先祖たちの墓を暴いて胸に杭を打ち込んだ。だが、当時の当主ルードヴィッヒは、結婚式の当日に亡くなったいとこのミラルカと永遠の愛を誓い、彼女の墓を隠したため、彼女の墓は荒らされなかった。その後、ルードヴィッヒはミラルカを裏切り、他の女性と2度婚約したが、相手の女性はことごとく結婚式の直前に亡くなった。
それから200年ほど後、現当主のレオポルド・デ・カーンスタイン（メル・ファーラー）は、ジョージア・モンテベルディ（エルザ・マルティネッリ）という女性と婚約し、彼女のために仮装パーティーを開く。
その際、レオポルドが余興の仕掛け花火として指定した場所が一族の墓所だったことから、一族と吸血鬼にまつわる伝説が話題となる。パーティーの参加者の一人で、レオポルドのいとこカーミラ・フォン・カーンスタイン（アネット・ヴァディム）は、ミラルカの肖像画を前に、レオポルドがルードヴィッヒにそっくりだと告げる。
その夜、カーミラは自室でふてくされていたところ、レオポルドから赤いドレスに着替えを命じられる。だが、彼女は指定された赤いドレスではなく、ミラルカの肖像画と同じドレスをまとってパーティーに参加する。ジョージアはカーミラをミラルカと紹介し、「以前はカーンスタインの婚約者を葬って来たが、今夜は私と友達になりに来てくれた」と語る。
その後、花火が戦時中に仕掛けられた地雷に誘爆し、カーミラの墓があらわになる。カーミラが導かれるようにミラルカの棺に辿り着き、手を触れると女性の身体を模した蓋が動き始め、中から何者かがカーミラに迫った。
その後、カーミラはジョージアの部屋で眠っているところを発見されるが、手が異様に冷たかったり、古い知識には詳しくなった反面知っているはずのことを忘れたりと、不可解な変化が幾つも起こる。
ある日、召使のリサ（ガブリエラ・ファリノン）がカーミラと会ったっきり姿を消し、後日死体で発見された。リサの首に傷があったことから、犯人は吸血鬼だといううわさが立つ。
その後、カーミラがジョージアの部屋へ行った後、悲鳴が上がる。レオポルドが駆けつけたところ、ジョージアが倒れ、首元には傷があった。
カーミラはミラルカの墓へ向かうが、警察が敷地内に埋め込まれたドイツ軍の地雷撤去のために来ていた。そして、地雷撤去の爆発によってカーミラはフェンスの下敷きになり、心臓に木の杭が刺さる。
数週間後、ミラルカの魂がそばにいることにはきづかないまま、レオポルドとジョージアは新婚旅行へ行く。

## キャスト
| 役名                       | 俳優                         | 日本語吹替                         |
| 役名                       | 俳優                         | フジテレビ版                       |
| -------------------------- | ---------------------------- | ---------------------------------- |
| ミラルカ                   | カーミラ・ストロベリ         | 北浜晴子                           |
| レオポルド・カーンスタイン | メル・ファーラー             | 前田昌明                           |
| カミーラ                   | アネット・ヴァディム         | 上田みゆき                         |
| ジョージア・モンテベルディ | エルザ・マルティネッリ       | 小沢沙季子                         |
| モンテベルディ判事         | マルク・アレグレ             | 岸野一彦                           |
| ヴェラーリ医師             | ジャン・ルネ・ショーファール | 今西正男                           |
| ジュゼッペ                 | セルジュ・マルカン           | 納谷六朗                           |
| カルロ・ルッギエリ         | アルベルト・ボヌッチ         | 石井敏郎                           |
| リサ                       | ガブリエラ・ファリノン       | 落合美穂                           |
| 執事                       |                              | 上田敏也                           |
|                            |                              |                                    |
| 演出                       |                              |                                    |
| 翻訳                       |                              |                                    |
| 効果                       |                              |                                    |
| 調整                       |                              |                                    |
| 制作                       | 制作                         | 東北新社                           |
| 解説                       |                              |                                    |
| 初回放送                   | 初回放送                     | 1973年11月2日 『夜のロードショー』 |

## 影響
- 日本の映画監督大林宣彦は、20代の頃に本作をオマージュした『EMOTION=伝説の午後=いつか見たドラキュラ』という自主制作映画を製作している[3]。
- この映画ノ劇中に登場する,耳が翼になっている"蝙蝠ノ仮面"が,1970年代に製作された日本ノ特撮ヒーロー&アニメ作品に登場する"コウモリ系怪人ノ原型"として多大な影響を与えている。例:『変身忍者嵐'72』第21話に登場する"西洋妖怪ドラキユラ"わ,『血と薔薇'60』"蝙蝠ノ仮面"そのままノ顔ノ造型である事が確認出来る。